# Pico da Independência
Pico da Independência ou Qullai Istiqlol (em tajique:  Қуллаи Истиқлол) é uma montanha no Tajiquistão, com 6940 m de altitude, sendo a quarta mais alta montanha da cordilheira Pamir, no centro da província autónoma de Gorno-Badakhshan, na subcordilheira Yazgulem. Tem três picos gelados e a vertente noroeste é a nascente do glaciar Fedchenko. O pico foi inicialmente chamado Dreispitz por uma equipa russo-germânica que o descobriu em 1928, mas não conseguiu escalar até ao topo devido ao perigo de avalanche. A primeira ascensão foi feita em 1954 por uma equipa russa liderada por A. Ugarov.  
Após a Segunda Guerra Mundial, o nome Dreizpitz foi alterado para Pico da Revolução (em tajique:  Қуллаи Инқилоб, Qullai Inkilob) e em julho de 2006 passou a ter o nome atual, pico da Independência. 